# Dictada Occitana

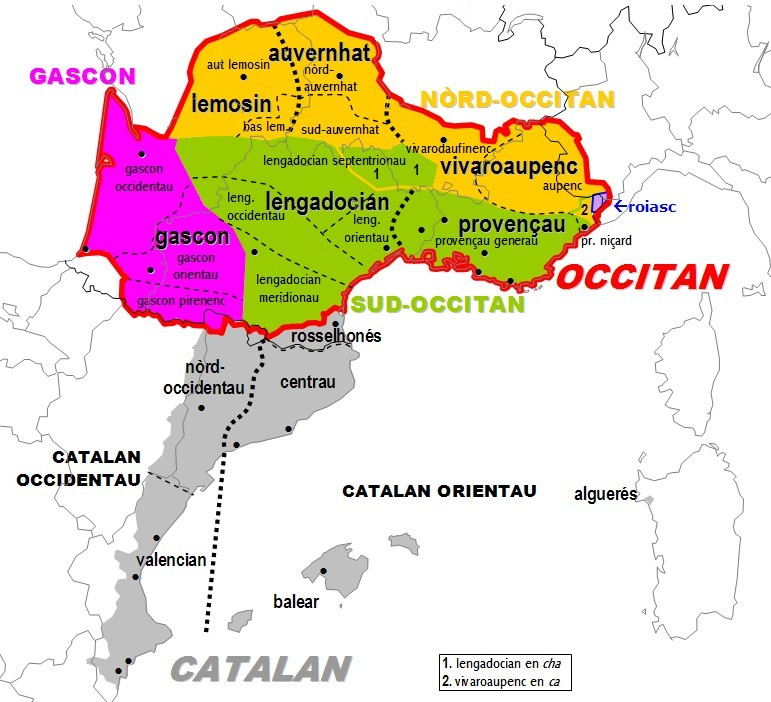
El diasistema occitanoromànic

La Dictada Occitana és una jornada anual de promoció de l'occità que consistix en la realització d'un dictat gratuït, popular i universal organitzat en forma de concurs amb premis per als participants. Ideada per Hugues Jourdes (director del Centre Occitan del País Castrés) i celebrada per primera volta en 1998 a Castres (Tarn), la Dictada se celebra tots els anys l'últim dissabte de gener en vora quaranta llocs de tota Occitània, a més de Barcelona, València, París i Albocàsser.
| «                          | És un canvi de visió radical. La llengua occitana, a la pràctica eminentment oral, passava a l'estadi de l'escriptura. Alhora normalitzada i correcta sense errades ortogràfiques. Es tractava en definitiva de donar valor, honor i dignitat a l'occità. | » |
| — Enric Garriga i Trullols | |   |

Malgrat la seua popularitat, la Dictada també ha estat criticada per ser un tuacte a l'estil dels dictats en francés de Bernard Pivot, reminiscent dels temps de la Vergonha:
| «                     | Ièu fau la proposicion sacrilegi de daissar tombar las dictadas e d'organizar enluòc de «parladas», d'adobar de luòcs e de preveire de jorns e d'oras ont aquelas e aqueles que volràn, poiràn venir charrar, barjacar, platussar, es a dire praticar e, evidentament, aprene aital la lenga. O alara, se volètz escriure vòstra lenga, organisatz puslèu de seradas de composicion de tèxtes, de sesilhas de creative writing, coma dison los americans, mas per caritat, daissatz tombar lo mai pèc, esterile, enutjós e crudel exercici escolar que la maissantisa e la bestiesa umanas an pas jamai inventat. | » |
| — Joan Peire Cavalièr | |   |

## Programació
Regularment se seguix el programa de Castres, amb variacions segons el lloc i la data:
- Uns mesos abans de la Dictada, un comité de lectura es reunix i tria l'autor del text.
- El dia assenyalat té lloc el dictat i, en acabant, hi ha alguna animació artística mentres corrigen les proves.
- Es dona un detall a tots els participants i els premis als més destacats en les categories d'educació primària, secundària, batxillerat i d'adults.
- Com a cloenda es beu un vi d'honor i se sol entonar algun himne com el Se canta.

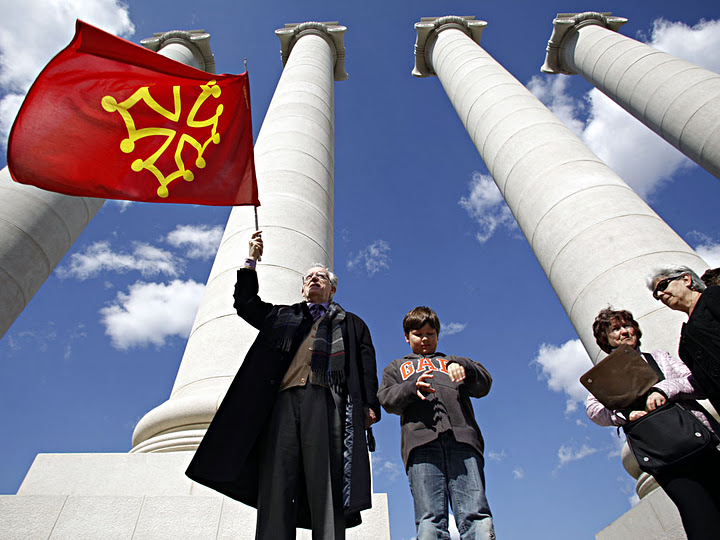
El CAOC a Barcelona, l'any 2011

### Barcelona
A Catalunya, el Cercle d'Agermanament Occitano-Català organitza la Dictada tots els anys a Barcelona des de l'any 2000 (encara que el 1999 una delegació catalana viatjà fins a Castres per a participar-hi): en la primera edició, a banda del dictat, que es va fer per videoconferència en viu amb Castres, la soprano Olga Guerrero Miracle cantà sengles cançons en català i en occità, Arièja i Se canta. El 2006 hi participaren quaranta-tres persones i Olga Miracle tornà a cantar per al públic assistent.
El 2007 tingué lloc, com tots els anys, a la sala d'actes del Departament d'Ensenyament de la Generalitat de Catalunya. El 2008 hi assistiren quaranta-huit persones i hi hagué un recital de catorze cançons occitanes a càrrec de Mireia Latorre i Peter Krivda. L'any 2010 hi actuà la cantant de la Vall d'Aran Lúcia i, a l'any següent, Joanda, de Besiers. El 2012 hi assistiren unes seixanta persones.
El 2014 la delegació de Gràcia-Sarrià del Centre de Normalització Lingüistica va donar exemplars del llibre Veus del món a Barcelona als guanyadors; el grup Fonèsia va oferir un concert de música tradicional occitana. L'any 2015 hi participaren més de setanta persones; entre els assistents estaven el cap de la Direcció General de Política Lingüística de la Generalitat de Catalunya, Xavier Moral, i el president de l'Acadèmia d'Estudis Aranesos, Josep Loís Sans Socasau; l'artista convidada fon la cantant aranesa Alidé Sans, filla de Lúcia i de Sans.
La guanyadora de 2017 va ser la investigadora Núria Pacheco, especialista en la immigració occitana medieval.

### Occitània

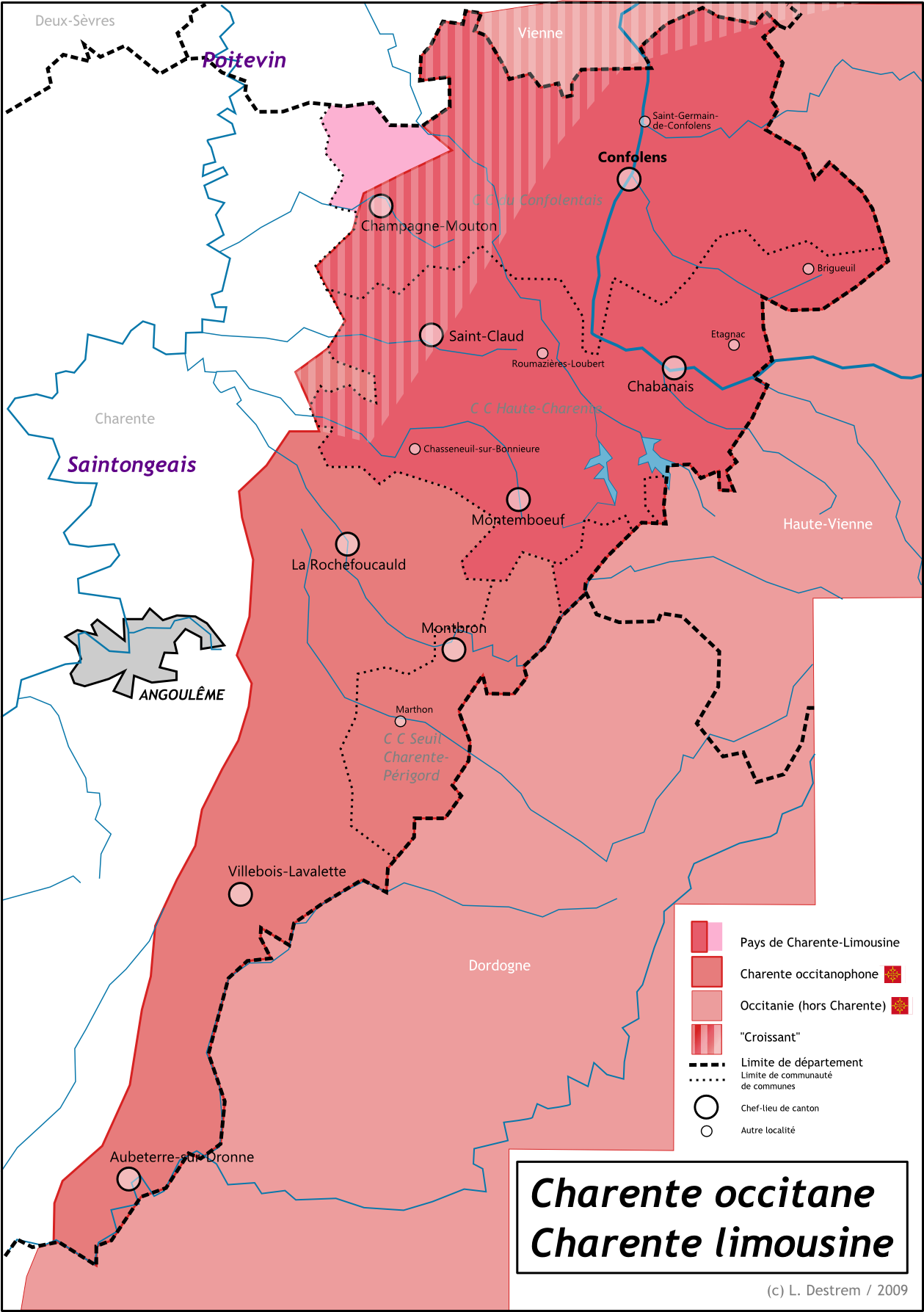
La Franja de Ponent occitana

La Dictada Occitana se celebra tots els anys a Castres i, d'uns anys en arrere, seguit seguit també a Canes, Charreç, Foix, Millau, Montalban, Niça, Nimes, Seteme o Vilanuèva d'Òlt.
L'any 2009 a Caus i a Saussens (Llenguadoc) s'hagué d'ajornar per culpa d'una ventada; L'any 2011, a Bégoux hi participaren més de quinze persones; a Narbona comptaren amb un centenar, la presència de l'autor del text d'aquell any i un recital de Mans de Breish; el 2012, a Sant Africa actuen Castanha e Vinovèl.
Al Delfinat, la Dictaa (sic) té lloc un any al departament del Droma i un altre a l'Ardecha: l'any 2010 es va fer a Niom (el text fou Arrestem pas lo temps)., el 2011 en Anonai i el 2012 a Dieulofet.
A la Xaranta llemosina, la Dictada de Charreç congrega cada any vora una seixantena de persones: en 2011, la poetessa Bénédicta Bonnet recità un text propi i en acabant hi hagué concert amb el grup perigordés Los Zinzonaires. El mateix any, la d'Aurenja (Provença) tingué vora cent participants; a Rodés (Avairon) n'hi hagué huitanta, un teatre infantil, un concert i el Se canta.
El 2013, a Muret es feu dins de la jornada Al còr de la cultura occitana, en commemoració dels huit-cents anys de la batalla de Muret: en comptes de dictar el text oficial, se'n trià un altre extret de la Cançó de la Croada, i la jornada acabà de nit amb un concert de Moussu T e lei Jovents a benefici de la Calandreta local.
L'any 2015, els membres de l'associació Recaliu de la Vila Dieu del Temple la celebraren tres dies abans, dimecres 28 de gener, i assistiren a la jornada oficial (dissabte 31) de Montalban; la dihuitena edició de Castres comptà amb un centenar de participants, que transcrigueren un passatge traduït d'un conte d'Oscar Wilde, una obreta de teatre i una ballada tradicional amb el grup Los d'Endacòm. L'onzena edició de Charreç canvià el text propost per un de Jan-Peire Ridi titulat Modernitat, llegit pel mateix autor. La de Niça fon convocada per diverses associacions del País Niçard: el text era un fragment Lo barròco funeral de Miquèl de Carabatta, dictat pel mateix autor; en Albi (Llenguadoc), el traductor Jòrdi Raffanel dictà un fragment de la seua traducció del llibre Del cros a l'araire, publicat l'any anterior en commemoració del centenari de la mort de Joan Jaurés.
Eixe any, el web satíric Manaset anuncià que a Besiers —que no n'organitzava– canviarien el text previst pel d'una adaptació d'Ives Roqueta d'un còmic de Cabu, en al·lusió a l'atemptat contra Charlie Hebdo; a Llimotges, el web Arri! regalà mapes en blanc del Llemosí (regió) i d'Occitània per a omplir amb la toponímia. A Perigús se celebrà una setmana més tard, el 7 de febrer, i a Niça el 20 d'abril, encara que els guardonats no se saberen fins a l'11 de maig. L'any 2017 se celebrà per primera volta a Menton, amb la participació d'escolars del col·legi Vento, que oïren un dictat en vivaroalpí mentonasc extret del text A legenda dau Pescaluna; la d'Albi registrà dos-cents huit participants, entre els quals huitanta-huit alumnes de la Calandreta.

### València

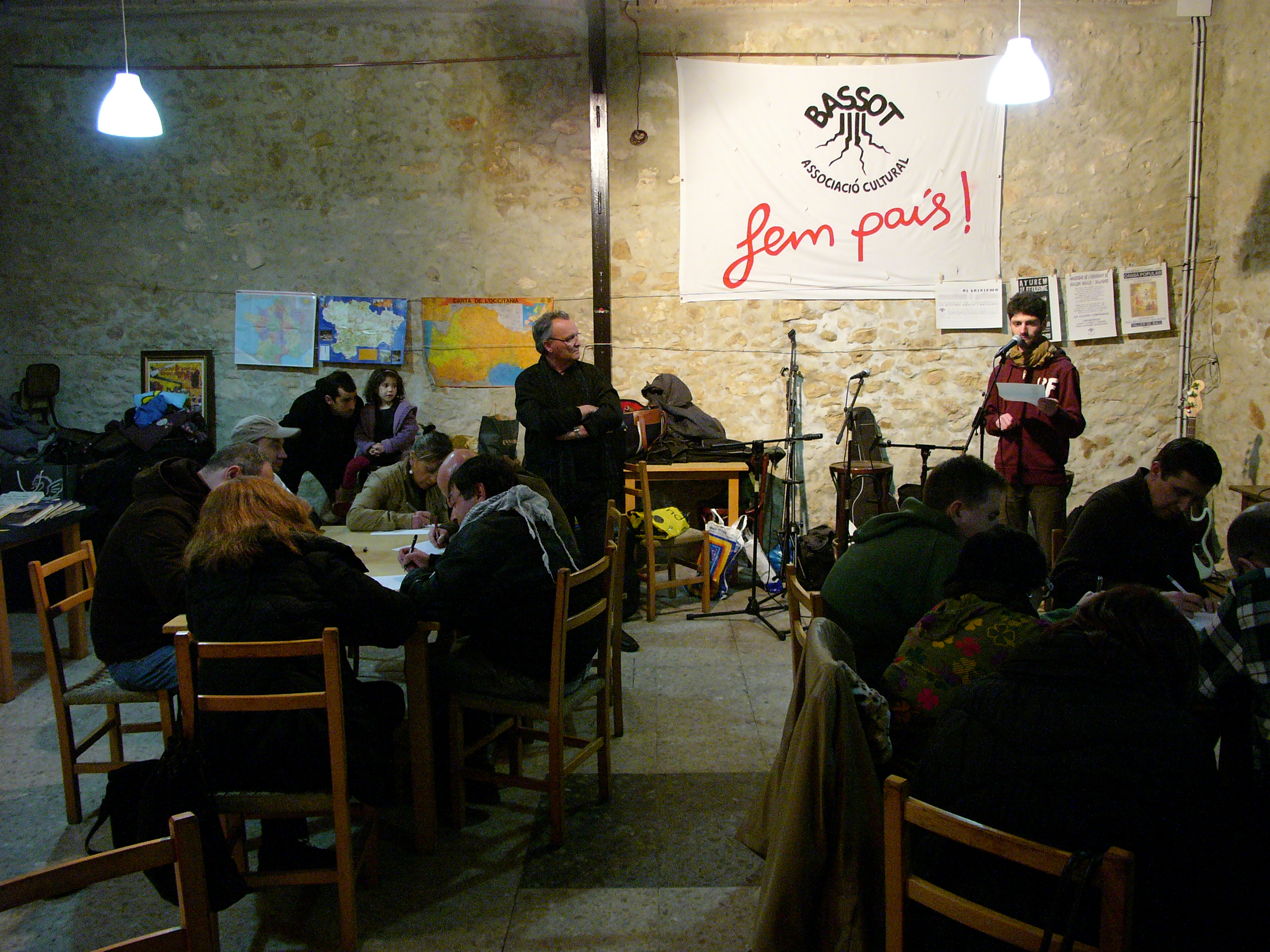
L'any 2012, a Burjassot

Després d'una primera Dictada organitzada per Lluís Fornés l'any 2006 al Casal Jaume I de Catarroja, l'associació Òc Valéncia convoca la jornada tots els anys des del 2009: eixe any tingué lloc a la Casa de la Cultura de l'Alcúdia i el text dictat va ser la carta d'agermanament amb el municipi provençal de Bolena (municipi de la Valclusa); com a cloenda hi hagué un recital de Tòni de l'Ostal. L'any 2010 se celebrà a Ca Revolta: abans del dictat es projectà un audiovisual i en acabant es va presentar el llibre de Neus Varela Las hogueras de dios.

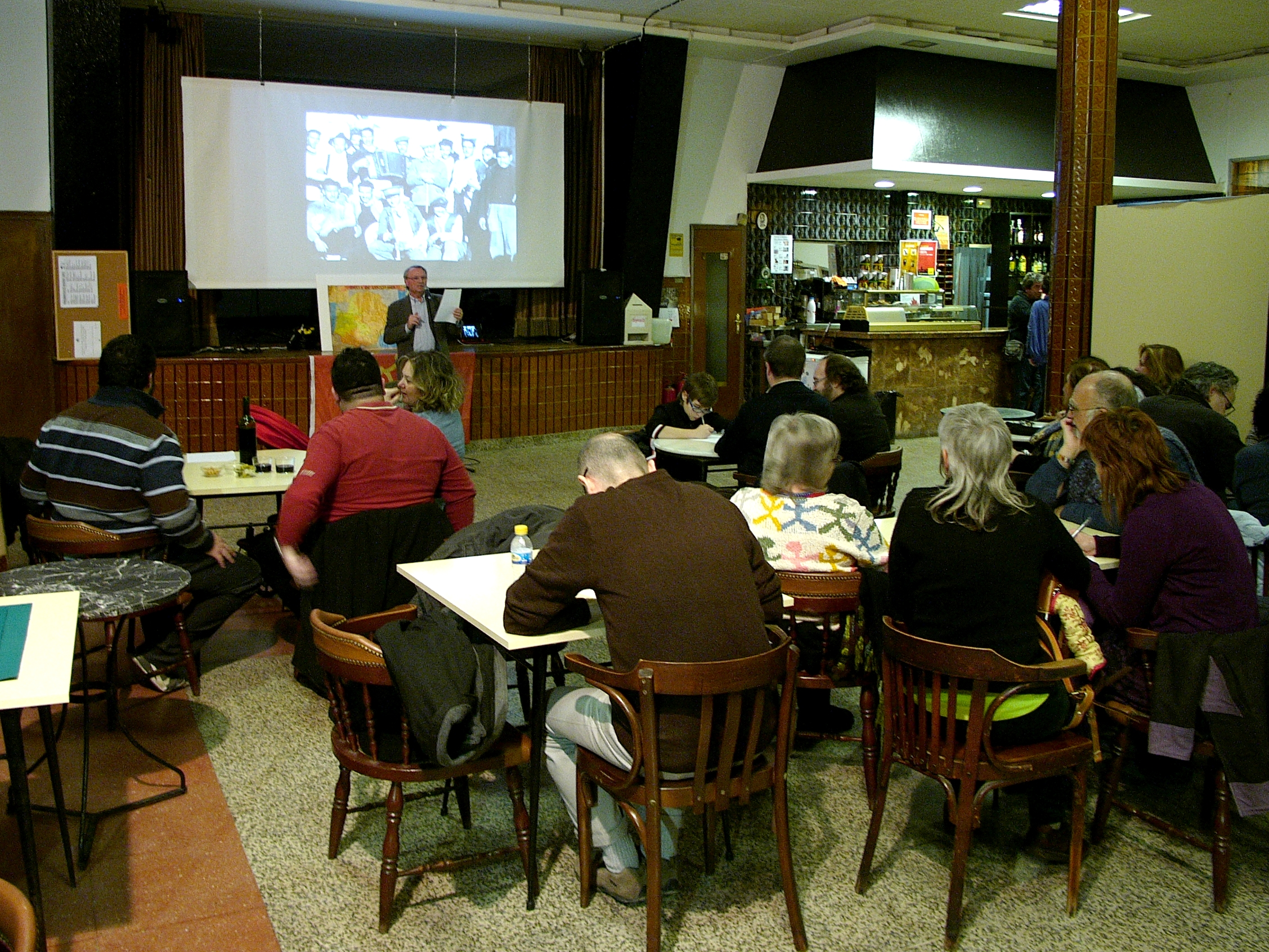
L'any 2013, a Benimaclet

L'any 2011 la Dictada tingué lloc a l'Aula Magna de la Universitat de València, amb un acte previ a la RACV: el text escollit fou un sermó del sant Vicent Ferrer en «llengua llemosina» i, a més, hi hagué una presentació de novel·les de temàtica càtara, una taula redona amb Felip Béns, Jordi Davó i Carles Choví i es cantaren els himnes L'immortèla i Se canta.
L'any 2012 l'associació promogué una recaptació de fons en línia per Verkami per a finançar els actes de la Dictada, rebatejada com a DictadÒc Valéncia: la jornada tingué lloc a Ca Bassot amb un taller de balls occitans, una conferència de Jem Cabanes, un sopar temàtic i un recital del cantautor Primaël, que fon l'encarregat de dictar el text d'una cançó seua, «Companh»; a l'acte assistiren l'escriptor Jordi Sebastià (llavors alcalde de Burjassot) i els cantants Pau Alabajos i Toni de l'Hostal.
L'any 2013 se celebrà en el Musical de Benimaclet i comprengué una exposició d'acordions antics i una conferència de l'historiador Vicent Baydal amb el títol «Els valencians, des de quan som valencians?». L'any 2014 tingué lloc a Quart de Poblet, amb la col·laboració de l'Associació Cultural El Mussol.
L'any 2015, el DictadÒc s'ajornà al 14 de febrer i tingué lloc en l'Ermita de Sant Pau d'Albocàsser, en col·laboració amb l'associació bocassina L'Assegador, amb una primera jornada prèvia de ball occità i sopar «càtar» i, al sendemà, una visita guiada al lloc per l'escriptora Soledad Beltran i una taula redona sobre la influència occitana al nord del Regne de València, amb l'historiador Francesc Bellmunt Gil, ambdós bocassins; després de dinar tingué lloc el Bureo de l'Oferta.
D'ençà s'ha celebrat al Maestrat: el 2020, el programa inclogué tres dies d'actes, dos a Albocàsser i un a Sant Mateu (Baix Maestrat).

### Vall d'Aran
Malgrat ser l'únic territori català on l'occità és llengua pròpia, només s'ha fet una Dictada a Viella l'any 2009.

### París
Des de l'any 2011, l'IEO de París fa la Dictada en la Sorbona: l'any 2014 el nombre d'assistents fon menor que els anys anteriors, però molts dels assistents escrivien per primera volta en occità: els participants foren obsequiats amb exemplars del llibre Galejadas dau pastre dau Caulon.

## Cronologia
Els títols ressenyats són els dels texts oficials dictats a Castres i Barcelona; les altres seus solen triar-ne d'altres, regularment en el dialecte local, si han convidat a l'autor o per commemorar efemèrides.
|    | text proposat                     | seus participants |
| -- | --------------------------------- | --- |
| 28 |                                   | |
| 17 | Escorregudas en Albigés           | Barcelona, Castres, Quart de Poblet |
| 6a | Totjorn tornan las rosèlas        | Barcelona, Castres... |
| 27 | Marcovaldo o las sasons en vila   | Albocàsser, Altea, Alzira, Barcelona… |
| 4a | Los uèlhs de l'anhèl              | Barcelona, Castres... |
| 10 | Lo balestrièr de Miramont         | 31: Airós, Aurenja, Barcelona, Bordeus/Pessac, Canes, Carbona, Castres, Charreç, Espaliu, Foix, Gramat, Granada, la Barraca de Fraisse, la Vercantièra, Lende, Limonha de Carcin, Mende, Millau, Montalban, Montelaimar, Monthurt, Narbona, Niça, Nimes, Orlhac, Ortès, Puègnautièr/Carcassona, Sant Flor, Seilhac, Seteme i Vilanuèva d'Òlt. |
| 1a | L'ombra doça de la nuèch          | 1: Castres |
| 7a | Las letras de mon molin           | Barcelona, Castres... |
| 12 | Nomadas                           | 41: l'Alcúdia, Barcelona, Besiers, Canes, Castres, Llemotges, Millau, Montalban, Narbona, Nimes, Pàmies, Tarba, Viella, Vilanuèva d'Òlt... |
| 18 | Nòu contes de Nadal d'endacòm mai | 47: Albocàsser, Anonai, Arle, Aurenja, Aush, Autariva, Barcelona, Carbona, Castres, Caurs/Begós, Charreç, Clarmont d'Alvèrnia/Lende, Coarasa, Foix, Gap, Lanjac, la Vercantièra, la Vila Dieu deu Temple, Llemotges, lo Sequèstre, Mana, Martèl, Mende, Millau, Montalban, Montelaimar, Morlhon, Vilafranca de Roergue, Narbona, Niça, Nimes, Orlhac, Ortès, Panhac, París, Perigús, Pinhans, Praissac, Preishac d'Ador, Rodés, Sant Flor, Sent Martin lo Redond, Saint-Pal-de-Mons, Sant Seren, Saorj, Seilhac, Setème i Soston. |
| 23 | Una lutz sul camin                | 43: Albocàsser, Arle, Aurenja, Cantal, Barcelona, Briva, Carnolas, Castres, Charreç, Coarasa, Drap, Foix, Gramat, l'Escarena, la Roqueta, la Trinitat, la Vercantièra, Massiac, Mende, Menton, Montelaimar, Montalban, Narbona, Niça, Niça Pantai, Orlhac, París, Palma, Pelhon, Alts Pirineus, Riòm de las Montanhas, Rodés, Sant Africa, Sent Juèri, Sant Flor, Sent Privat dels Vièlhs, Seilhac, Senta Gabèla, Sent Lis, Sent Savin (Alts Pirineus), Seteme, Soston i Vença                                                    |
| 13 | Treparàs pas mon semenat          | 43: Barcelona, Besiers, Foix, Nimes, Castres, Llemotges, Montalban, València, Vilanuèva d'Olt... |
| 2a | Masquetas e mariòtas              | 01: Castres, amb una delegació catalana |
| 25 |                                   | |
| 14 | Roges nivolasses                  | 41: Anglet, Anonai, Arcisac d'Ador, Argon, Arle, Aurenja, Auch, Barçac, Barcelona, Besiers, Blancahòrt, Canes, Carnolas, Castres, Caurs, Charreç, la Vercantièra, Foix, Gap, Lende, Llemotges, lo Puèi de Velai, lo Sequèstre, Millau, Muret, Montalban, Narbona, Niça, Nimes, Orlhac/Sant Flor, Ortès, París, Rodés, Sant Seren, Seilhac, Seteme, Soston, Tolosa, València i Vilanuèva d'Olt. |
| 8a | Balajum                           | Barcelona, Castres... |
| 3a | Lo barracon                       | 02: Barcelona i Castres |
| 16 | Istòrias preissadas               | 46: Albi, Anglet, Anonai, Arle, Aurenja, Auch, Autariva, Barcelona, Benimaclet, Besiers, Canes, Carnolas, Castres, Caurs, Charreç, Foix, Gap, la Vercantièra, la Vila Dieu del Temple, Lende, Llemotges, Mana, Millau, Montalban, Montsauvi, Muret, Narbona/Perinhan, Niça, Nimes, Orlhac, Ortès, Pessac, Plèus, Preishac d'Ador, lo Puèi de Velai, Raulhac, Rodés, Sant Flor, Sant Martin Valmerós, Seilhac, Sent Martin lo Redond, Sant Seren, Seteme, Soston i Vilanuèva d'Olt.                                                |
| 11 | L'ase de Josep                    | 36: Barcelona, Castres... |
| 5a | Josèp l'Esclau                    | Barcelona, Castres... |
| 26 |                                   | Albocàsser, Altea, Alzira, Barcelona… |
| 9a | La cosina a vista de nas          | Barcelona, Castres, Catarroja... |
| 15 | Dels camins bartassièrs           | 34: Arle, Barcelona, Burjassot, Canes, Castres, Foix, Grussan, Narbona, Niça, Nimes, Sent Lis. |
| 19 |                                   | |
| 20 |                                   | |
| 21 |                                   | |
| 22 |                                   | |
| 24 |                                   | |